# Atheta properans
Atheta properans är en skalbaggsart som beskrevs av Thomas Casey 1910. Atheta properans ingår i släktet Atheta och familjen kortvingar. Inga underarter finns listade i Catalogue of Life.